# Claude Dupuy
Claude Dupuy (* 1545 in Paris; † 1. Dezember 1594 ebenda) war ein französischer Humanist des 16. Jahrhunderts. Er war ein Schüler der Humanisten Denis Lambin, Adrien Turnèbe und Jean Daurat und des Juristen Jacques Cujas. Claude hatte drei Söhne: Christophe, Pierre und Jacques.
Claude Dupuy war ein Pariser Jurist und eine führende Persönlichkeit unter den französischen Humanisten und Juristen, die sich um Jacques Cujas und Jacques-Auguste de Thou scharten. 1576 wurde er Parlamentsrat.
Dupuy, der unter dem Pseudonym Puteanus schrieb, konnte jedoch nie seine Arbeit veröffentlichen. Er sammelte eine große Anzahl an Schriftstücken. Denis Duval, der 1595 seine Bibliothek katalogisierte, führte etwa 300 Briefe und 2000 Bücher auf. Diese vererbte er seinen beiden Söhnen Pierre und Jacques. Nach deren Tod fielen sie schließlich an die Bibliothèque nationale de France.
Codices aus seiner Sammlung werden unter dem Namen Codex Puteanus geführt. Unter seinen Manuskripten befanden sich die Briefe des Paulus von Tarsus in Griechisch und Latein (BN grec. 107 & A), eine Sammlung von Tironischen Noten (BN lat. 8777), eine Kopie von Publius Papinius Statius aus dem 9. Jahrh. n. Chr., das Apologeticum von Tertullian (BN lat. 1623), ein Codex des Titus Livius aus dem 5. Jahrh. n. Chr. und der sogenannte Excerpta Latina Barbari. Diese und andere Schriften hatte er aus der Abtei Corbie erhalten.
Sein Briefwechsel mit Gian Vincenzo Pinelli, einem italienischen Humanisten aus Padua, ist noch erhalten.